# Palacio del Conde de Gondomar
El Palacio del Conde de Gondomar, más conocido como la Casa del Sol, es un palacio de la ciudad de Valladolid, en la comunidad autónoma de Castilla y León, España. Desde 2012 alberga el Museo Nacional de Reproducciones Artísticas.

## Historia

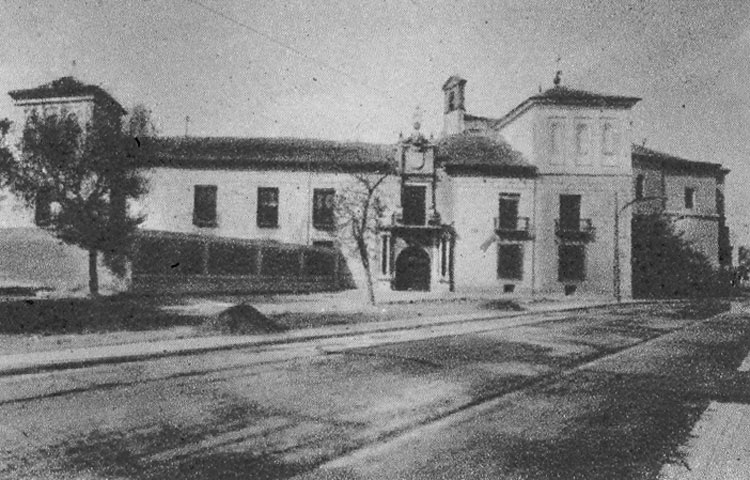
Imagen de la casa del Sol en la primera mitad del.

Fue construido en 1540, por Sancho Díaz de Leguízamon. Su fachada está totalmente construida en piedra de sillería. Posee dos pisos, alto y bajo, con grandes huecos protegidos por buenas rejas. Destaca la portada, en arco de medio punto flanqueado por dos pares de columnas corintias, con balcón encima de ella y coronada por una peineta, añadida hacia 1600, con el escudo del Conde de Gondomar y un Sol que da nombre a la casa. La decoración es de estilo plateresco, con grutescos. A los lados de la fachada aparecen sendas torres que dan rango palacial al edificio. Este fue adquirido en 1599, junto con el patronato de la capilla mayor de la iglesia de San Benito el Viejo, por don Diego Sarmiento de Acuña (1567-1626), I Conde de Gondomar.
El Conde amplió el palacio para poder colocar su rica y conocida biblioteca en él, siendo ésta una de las mayores del reino. Según los datos que conocemos, los anaqueles con libros ocupaban por completo, hasta el techo, las paredes de cuatro grandes salas. Los libros fueron vendidos por los descendientes de don Diego a Carlos IV en 1806 y se conservan en su mayoría en la Biblioteca Nacional de España.
En 1912 la casa, que incluye la iglesia de San Benito el Viejo desde el Renacimiento, fue comprada por las Madres Oblatas, quienes permanecieron en ella hasta 1980, cuando las edificaciones pasaron a manos de los Padres Mercedarios Descalzos por compra.
Finalmente, en 1999 el palacio y la iglesia fueron adquiridos por el Estado para ampliar el Museo Nacional de Escultura.
Entre 2011 y 2012 se ha llevado a cabo el acondicionamiento de la antigua iglesia de San Benito el Viejo, para su integración efectiva en el Museo Nacional de Escultura; y, desde febrero de 2012, hay una exposición en la misma de los fondos clásicos del antiguo Museo Nacional de Reproducciones Artísticas. La necesaria rehabilitación del resto del Palacio, que ha de albergar las piezas restantes de tal colección, está en fase de estudio.

## Galería

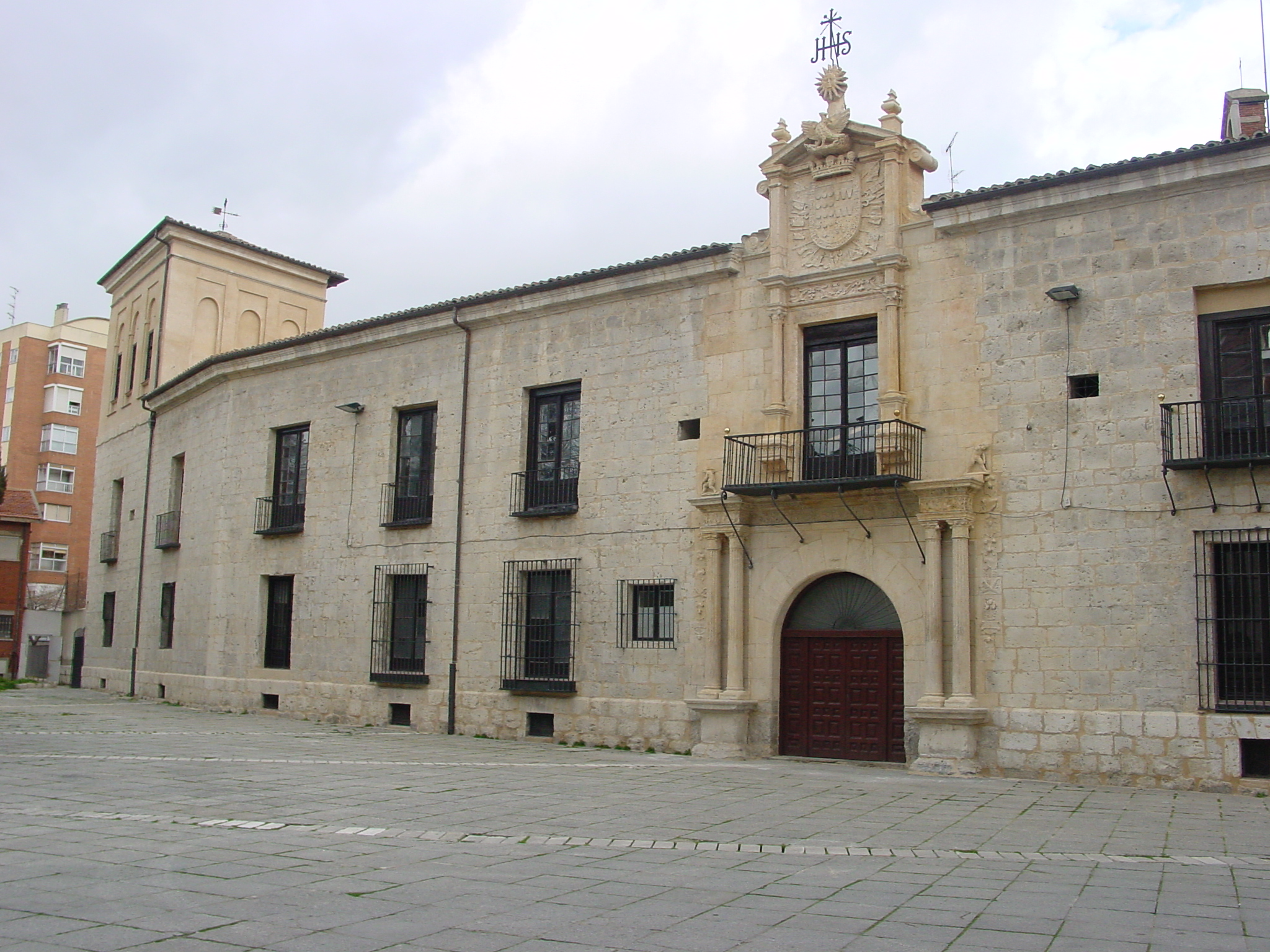
Vista parcial del edificio
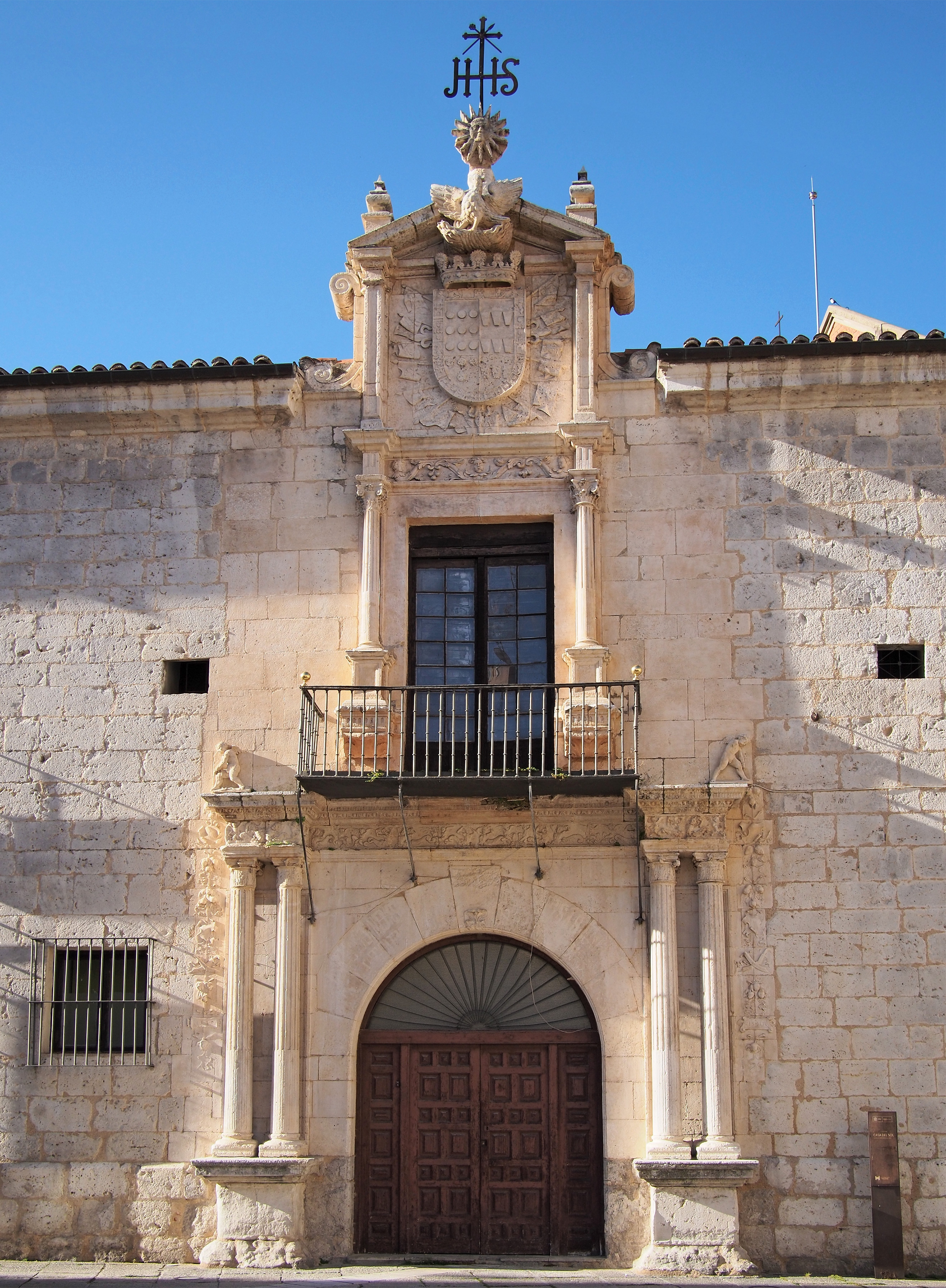
Fachada del palacio
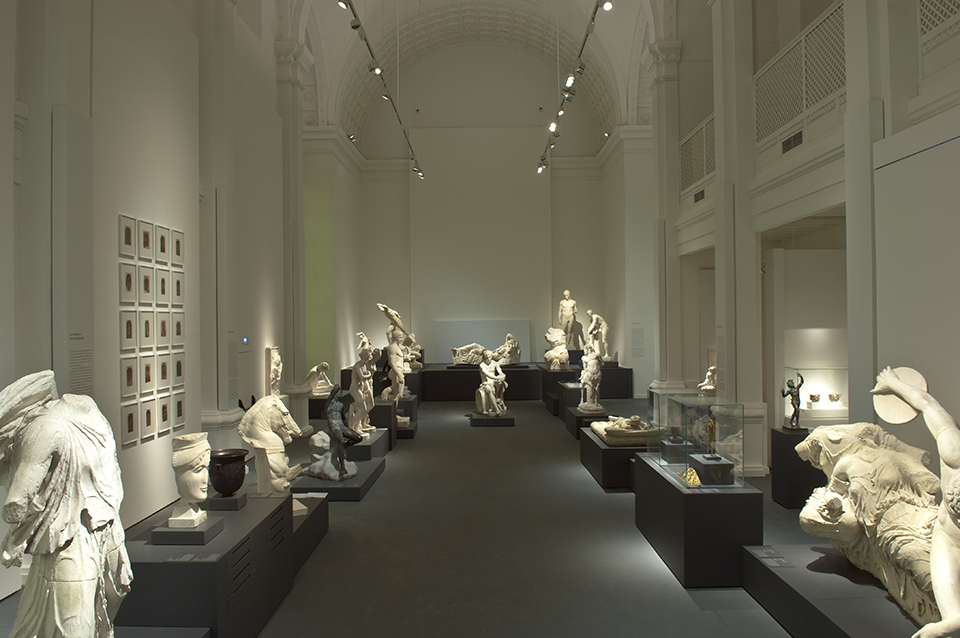
Museo de reproducciones
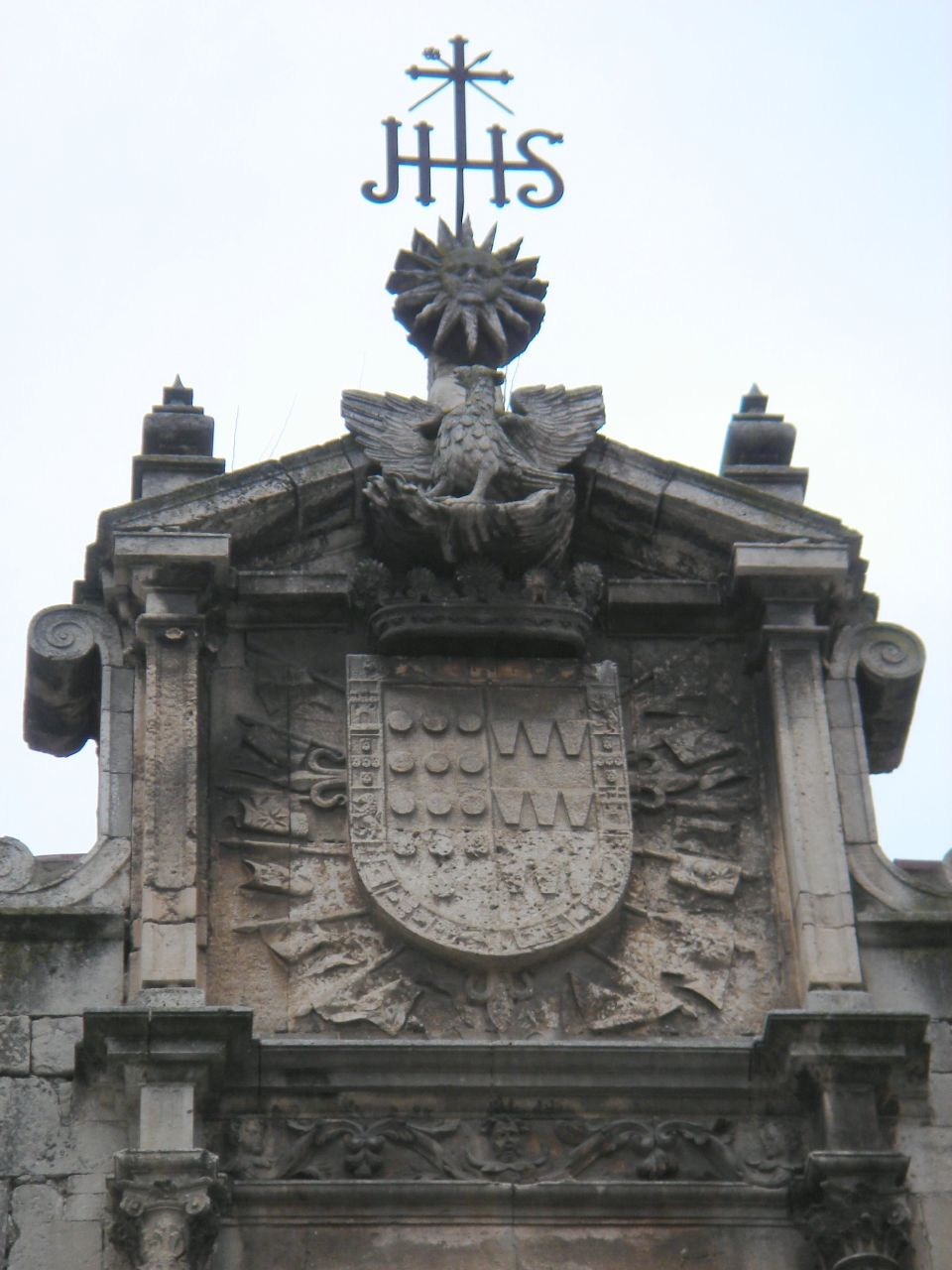
Escudo